# SJ D (1925)
Die SJ D ist eine Elektrolokomotive, die ab 1925 für die schwedische Staatsbahnen Statens Järnvägar und für Bergslagernas Järnvägar und Dalslands Järnväg gebaut wurde. Von dieser Baureihe wurde in Schweden die zweithöchste Anzahl von Exemplaren einer Baureihe gefertigt. Es war die erste Standardelektrolok der SJ. Sie wurde in Verbindung mit der Elektrifizierung der Västra stambana entwickelt. Von der Baureihe wurden 333 Exemplare, teilweise in geänderten Varianten, gefertigt. Die Lokomotiven wurden zwischen 1925 und 1943 hergestellt. In den 1950er Jahren wurden aus dieser Baureihe die neuen Loktypen Da und Dm entwickelt.
Alle Lokomotiven wurden von Allmänna Svenska Elektriska Aktiebolaget gebaut, die Rahmen und Lokkästen wurden von ASJ-F, Motala Verkstad, Kalmar Verkstad und Nydqvist och Holm zugeliefert.
Zwischen 1967 und 1988 wurden die Lokomotiven von Rc-Loks ersetzt. Heute sind einige Exemplare in Museen zu finden, die teilweise gelegentlich Sonderzüge fahren.

## Lokkastentypen
Die Lokomotiven der Baureihe D hatten vier Haupttypen von Lokkästen. Darüber hinaus gab es eine Reihe von Modifikationen an diesen Lokkästen, wobei Holzlokkästen mit Stahlführerhäusern die am häufigsten vorkommende Variante war.

### Holzlokkasten D (I)

Typenskizze der SJ D mit Holzkasten aus dem Bestand von SBB Historic

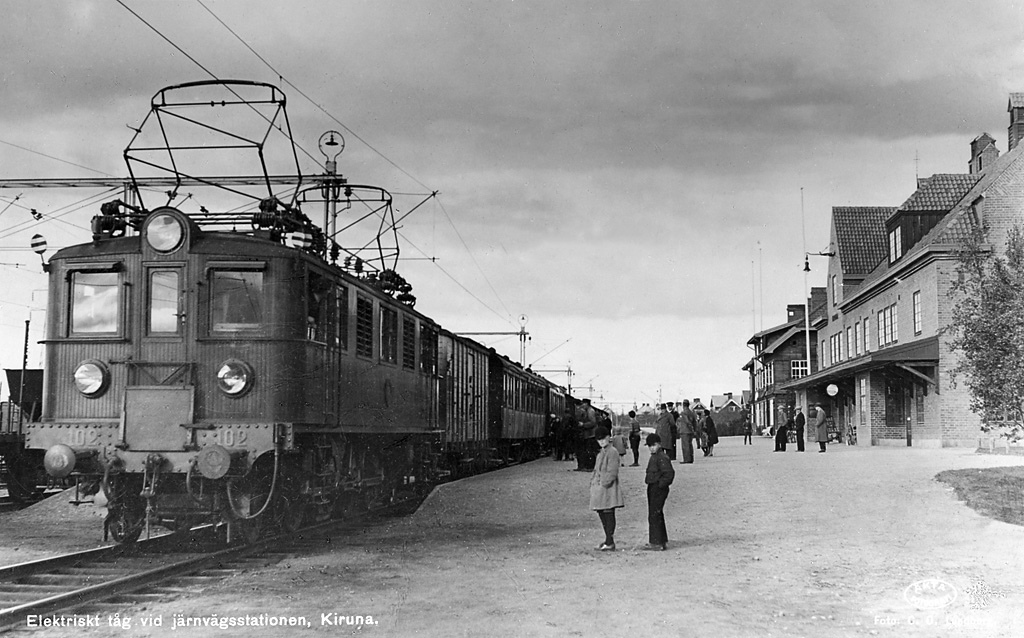
D (I) 102 im Bahnhof von Kiruna (zwischen 1940 und 1959)

Der erste Haupttyp waren die D-Lokomotiven, die mit einem Holzlokkasten geliefert wurden. Diese Type wird als D (I) bezeichnet. Zwischen 1925 und 1933 wurden alle Lokomotiven mit diesem Lokkasten geliefert, insgesamt waren es 134 Lokomotiven. Sie waren mit Fronttüren an den Führerständen und mit Übergangsbrücken ausgestattet. Die letzte Lok mit Holzkasten wurde 1977 außer Betrieb genommen. Von dieser Serie D (I) blieben Du 109 in Kristianstad und D 101 in Gävle erhalten.

### Stahllokkasten D (II)
Nach 1933 erfolgte der Übergang zum Stahllokkasten. Diese Type wurde als D (II) bezeichnet. Stahl war haltbarer und gab dem Lokführer einen besseren Schutz als der Holzlokkasten. Dieser Lokkasten wurde ebenso mit Fronttüren an den Führerständen und mit Übergangsbrücken ausgestattet. In den 1960er Jahren verloren die Türen ihre Funktion und wurden verschlossen. 187 Lokomotiven wurden mit Stahlkasten geliefert.

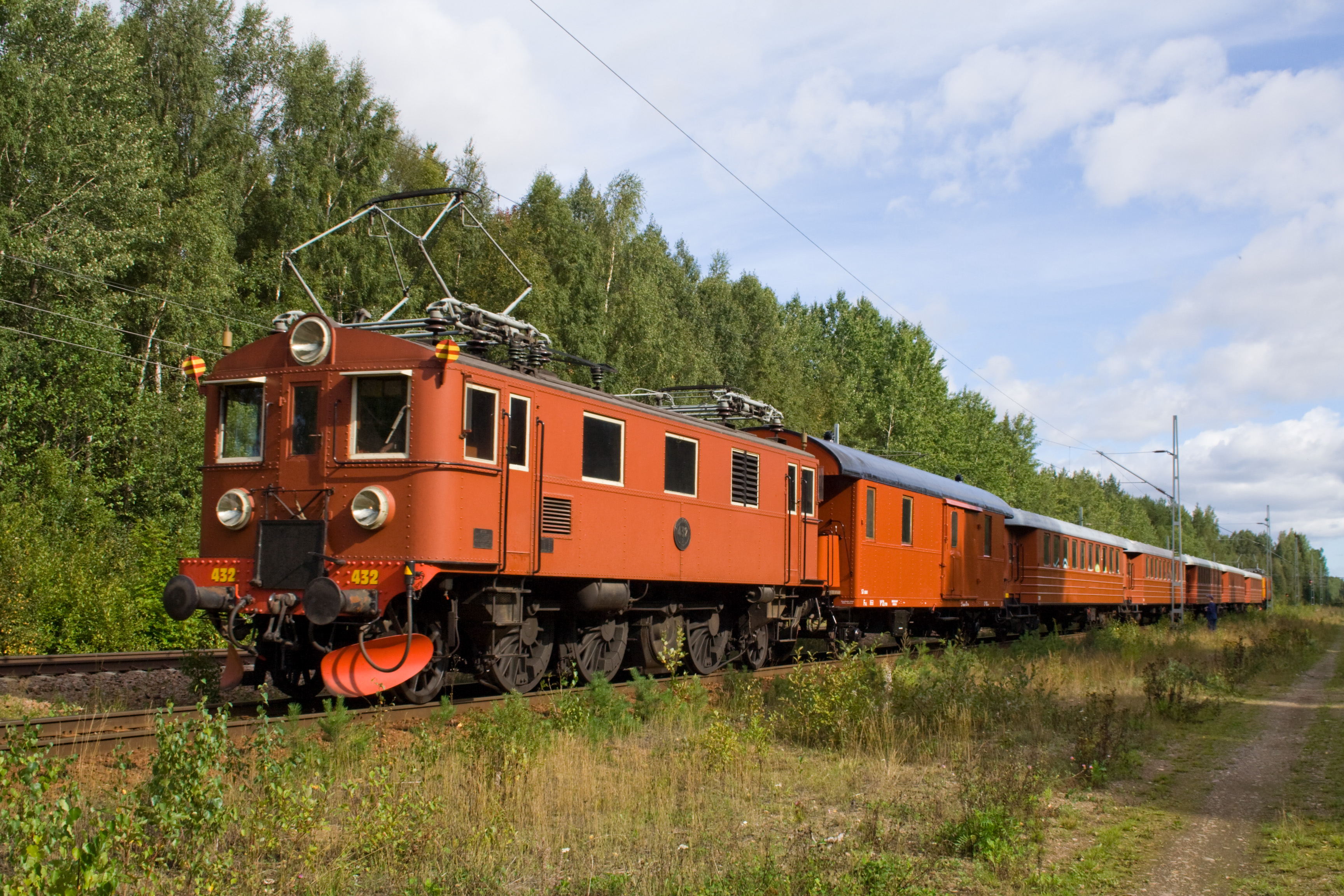
SJ D mit Stahllokkasten in Gävle

### Du2-Lokkasten
Die Lokomotive, die in die Unterbaureihe Du2 umgebaut wurde, erhielt mit dem Ausbau der Fronttüren an dieser Stelle einen Anschluss für die Mehrfachsteuerung und eine rote Zugschlusssignalleuchte neben dem oberen Scheinwerfer.

### Lokkasten der Privatbahnversion
Die für Bergslagernas Järnvägar (BJ) und Dalslands Järnväg (DJ) bestellten zwölf D-Lokomotiven erhielten eine teilweise schräge Front und wurden ohne Fronttüren geliefert.

### Umbauten der Holzlokkästen
Bei notwendigen Reparaturen von beschädigten Lokkästen aus Holz wurden nach der Einführung der Stahllokkästen verschiedene Methoden angewandt. Entweder wurde der gesamte Holzkasten durch einen Stahlkasten ersetzt, teilweise ohne Fronttüren, oder es wurden nur die Führerhäuser aus Holz durch Stahl ersetzt. 14 Lokomotiven erhielten einen kompletten Stahlkasten, sechs Lokomotiven Führerhäuser aus Stahl an beiden Enden und eine Lokomotive bekam einen Stahlführerstand nur an einem Ende.

## Motoren
Im Laufe der Jahre waren in der Baureihe D drei verschiedene Motorengenerationen eingesetzt. Der Originalmotor ASEA KJ 136 hatte eine Leistung von 610 kW. Die Bauart Ds und die ursprüngliche Version Dg waren mit diesem Motor ausgestattet. Ab 1936 wurden die D-Lokomotiven mit dem Motor der zweiten Generation, dem ASEA KJ 137, ausgeliefert. Dieser Motor hatte eine Leistung von 735 kW. Damit konnten diese Lokomotiven eine Geschwindigkeit von 100 km/h erreichen. Sie erhielten die Baureihenbezeichnung Dk, während die Lokomotiven für den niedrigeren Geschwindigkeitsbereich weiterhin unter Dg einsortiert wurden. Bei Revisionen erhielten die D-Lokomotiven die neuen Motoren eingebaut.
Das Einzelstück Df 208 erhielt zwei Motoren ASEA KJA 137 mit je 820 kW.
Mit der Entwicklung der Da in den 1950er Jahren wurde ein neuer Motor entworfen. Dieser hatte 920 kW und erhielt die Bezeichnung ASEA KJC 137. Um ältere D-Lokomotiven in den gleichen Umlaufplänen wie die neuen Da-Lokomotiven einzusetzen, erhielten D-Lokomotiven diesen neuen Motor. Im Zusammenhang mit dieser Änderung wurden die Lokomotiven zur Baureihe Du.

## Standardversionen bei Statens Järnvägar
Die Kennbuchstaben der Unterbaureihen der D-Lokomotiven sind nach deren Funktion angegeben. Nach dem Aussehen der Lokomotiven war nicht immer eine Unterscheidung möglich. Ursprünglich wurde zwischen Güterzuglokomotiven mit niedrigerer Geschwindigkeit und Lokomotiven für Personenzüge unterschieden. Eine Kennzeichnung der Lokomotiven mit den Unterscheidungsbuchstaben erfolgte erst in den 1930er-Jahren. Bereits in der ersten Lieferung waren einige der Maschinen mit Mehrfachsteuerung ausgestattet. Diese wurde jedoch in den ersten Betriebsjahren wieder ausgebaut, da sie zu der Zeit nicht benötigt wurde.
Mit der Zeit verschwanden diese Unterscheidungen, weil die Lokomotiven stark genug waren, bei einer Geschwindigkeit von 100 km/h immer noch schwere Güterzüge zu ziehen.

### Bauserie Ds
Die Bauserie Ds (snälltågslok) war die ursprüngliche Variante mit Getriebe für den Personenzugverkehr. Von Anfang an durften sie 90 km/h fahren. 1936 wurde die Höchstgeschwindigkeit auf 100 km/h erhöht. Die Produktion dieser Type wurde eingestellt, als ein stärkerer Motor vorhanden war. Die Neubauten mit diesem Motor wurden dann als Bauserie Dk bezeichnet. Die vorhandenen Lokomotiven wurden alle nach und nach in Dk umgebaut, danach gab es keine Ds-Lokomotiven mehr. Insgesamt 159 Lokomotiven hatten die Bezeichnung Ds.

### Bauserie Dg
Die Bauserie Dg (godstågslok) war die ursprüngliche Variante mit Getriebe für den Güterzugbetrieb. Sie wurde mit einer Höchstgeschwindigkeit von 70 km/h eingesetzt. Ab 1936 wurde die Geschwindigkeitsbegrenzung auf 75 km/h hochgesetzt.

### Bauserie Dg1
Diese Lokomotiven wurden ab 1961 mit stärkeren Motoren der Bauart ASEA KJ 137 ausgestattet. Sie erhielten keinen neuen Kennbuchstaben; zur Unterscheidung wurden sie inoffiziell Dg1 genannt. Im Zweiten Weltkrieg wurden alle D-Lokomotiven mit Holzlokkasten in die Dg1-Variante umgebaut. Diese Bauart war in Schweden bis Ende 1976 im Einsatz. Viele Dg1-Lokomotiven wurden später in die Du-Variante umgebaut. Insgesamt gab es 186 Dg1-Lokomotiven, jedoch nicht gleichzeitig.

### Bauserie Dk
Mit Beginn der Fertigung der Personenzuglokomotive mit stärkerem Motor erhielten diese die Baureihenbezeichnung Dk (kraftigt snälltågslok). Sie hatten eine maximale Geschwindigkeit von 100 km/h. Diese Lokomotiven waren die letzten original gebauten Lokomotiven der Baureihe D. Alle anderen Typen sind das Ergebnis von Umbauten. Dazu sind Dr und Df spezielle Arten, die nur in Einzelexemplaren hergestellt wurden. Die letzte Dk-Lokomotive wurde 1943 gebaut. Damit endete die 18-jährige Bauzeit der Baureihe D.
Während des Neubaus der Baureihe Da wurden die dort verwendeten Motoren auch in vorhandene Lokomotiven der Baureihe D als Tauschmotor eingebaut. Diese bekamen die Baureihenbezeichnung Du. Die letzte Dk verschwand 1975. Insgesamt gab es 117 Dk-Lokomotiven. Davon wurden 73 Dk ausgeliefert, die weiteren waren Umbauten.

### Bauserie Du

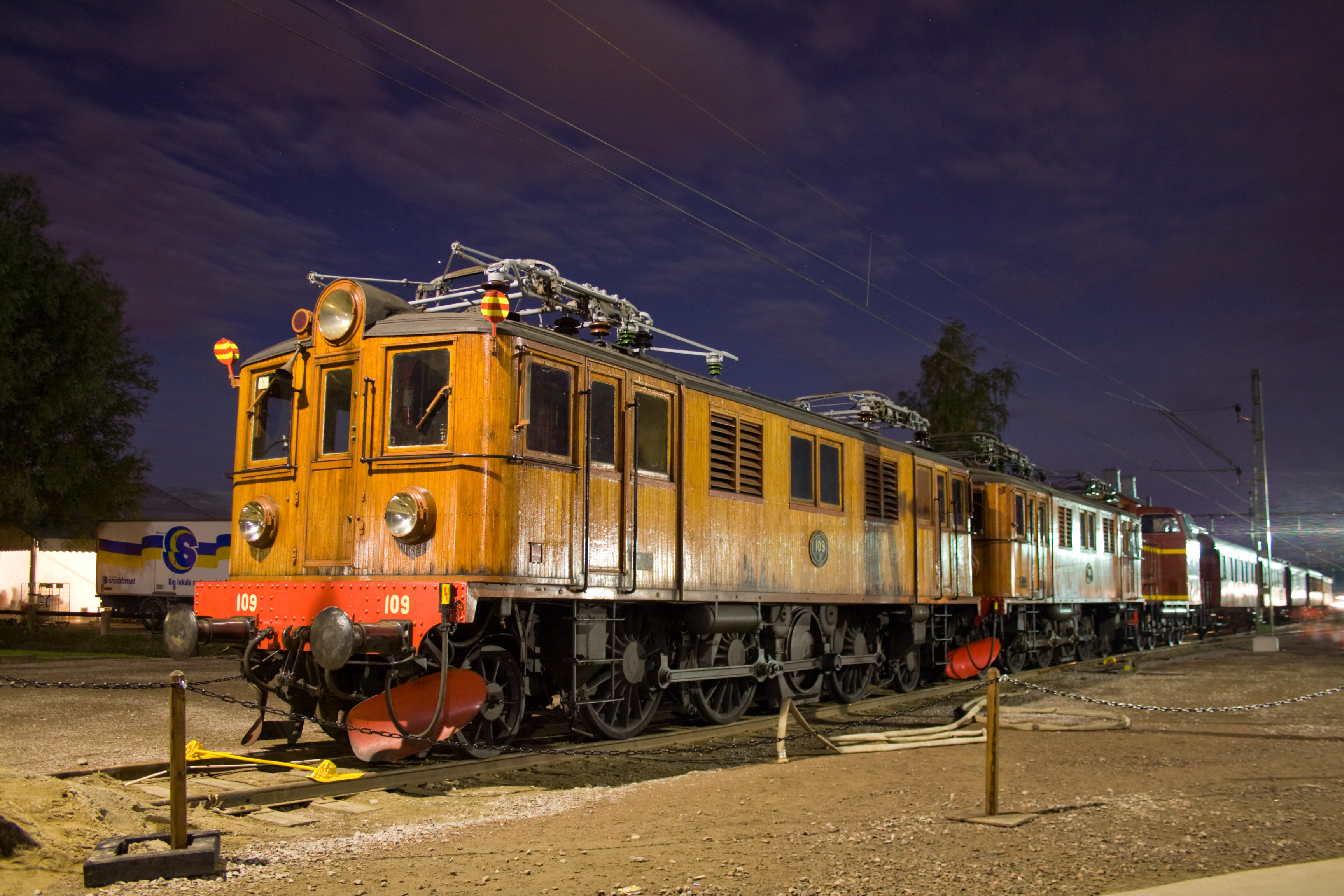
SJ Du im Eisenbahnmuseum Gävle (2006)

Die Loktype Du (universallok) entstand in den frühen 1950er Jahren, als Lokomotiven der Bauserien Dk, Ds und Dg mit den gleichen Motoren wie die Da-Lokomotiven ausgerüstet wurden. Bei vielen der Maschinen wurden beim Umbau die Fronttüren in den Führerhäusern entfernt. Mit diesem Umbau gab es keine Unterschiede mehr zwischen den Güterzug-D- und den Personenzug-D-Lokomotiven, die alle für die Höchstgeschwindigkeit von 100 km/h zugelassen waren. Die Lokomotive wurde eine Universallokomotive, obwohl sie am Ende ihrer Laufzeit in erster Linie als Güterzuglokomotive eingesetzt wurde. Der Loktyp Du verschwand 1977 mit der Verschrottung der letzten Lokomotiven mit hölzernen Lokkasten. Die Lokomotiven mit Stahllokkasten wurden in die Unterbaureihe Du2 umgebaut. 244 Lokomotiven gehörten im Laufe der Zeit zur Type Du.

### Bauserie Du2

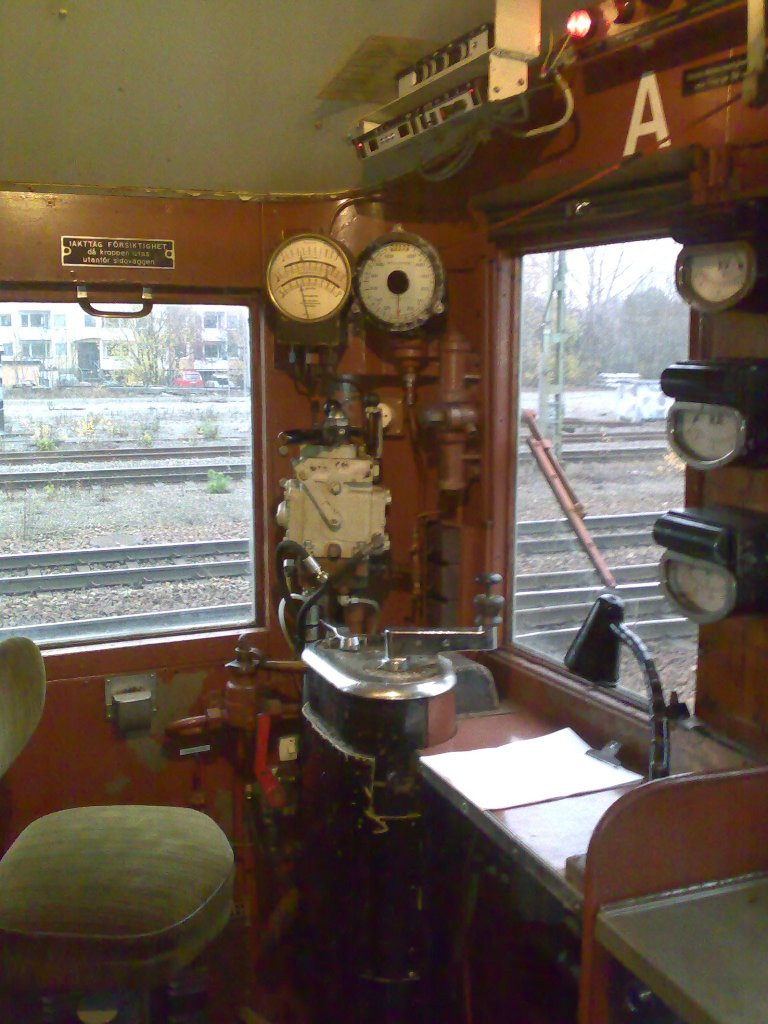
Führerhaus der Du2 581

Um die D-Lokomotiven in den gleichen Umlaufplänen wie die Baureihe Rc verwenden zu können, wurden sie mit einer Mehrfachsteuerungseinrichtung ausgestattet. So konnten sie paarweise zum Einsatz kommen. Dieser Umbau erfolgte zwischen Anfang 1967 bis 1976 und war der letzte Umbau innerhalb der Bauserie. Zusätzlich bekamen die Lokomotiven Rollenlager. 162 D-Lokomotiven wurden in die Type Du2 umgebaut. Die Du2 waren die letzten Lokomotiven aus der D-Baureihe und bis 1988 im Dienst. Die Einsatzzeit der Baureihe betrug insgesamt 63 Jahre. Die älteste Lok erreichte ein Alter von 55 Jahren.

## Spezialversionen bei Statens Järnvägar
Wegen unterschiedlicher Versuche wurde eine Reihe von D-Lokomotiven in speziellen Varianten umgebaut. Diese wurden nur in einzelnen Exemplaren gebaut.

### Bauserie Dr
Dieser Loktyp wurde gebaut, um zu prüfen, ob es möglich sei, D-Lokomotiven mit einer Geschwindigkeit von 120 km/h zu fahren. Aus diesem Grund wurde ein anderes Getriebe und andere Kuppelstangen leichterer Art eingebaut. Zwei Lokomotiven wurden für die Versuche umgerüstet. Die Dr 415 war außer den Kuppelstangen eine Dk−Lokomotive und Dr 208 wurde, wenn sie nicht für die Hochgeschwindigkeitsversuche verwendet wurde, als Df-Lokomotive eingesetzt.
Die ersten Tests begannen 1937 und dauerten bis 1944, dafür wurde Dr 415 verwendet. 1949 begann eine zweite Testreihe, bei der zuerst Dr 415 und später Dr 208 verwendet wurden. Beide Lokomotiven wurde so lange benutzt, bis das eingebaute Getriebe schadhaft wurde. Das Ergebnis der Versuche war, dass die für Privatbahnen gelieferten D-Lokomotiven die bewährte Art der Kuppelstange bekamen, jedoch nicht schneller als 110 km/h fahren durften. Die Dr 415 wurde wieder in die Variante Du2 zurückgebaut. Dr 208 wurde 1975, Du2 415 1985 ausgemustert.

### Bauserie Df
Nach der Entwicklung eines neuen Steuersystems für die SJ-Baureihen F (ab 1942) und Ma (ab 1953) wurde entschieden, die mehrstufige Steuerung in der D-Lok Nr. 208 zu erproben und diese Lokomotive mit der Unterbaureihe Df zu bezeichnet. Diese Lokomotive wurde danach für Testfahrten mit dem Getriebe für 120 km/h ausgerüstet und erhielt dann die Bezeichnung Dr. Im Zusammenhang mit diesen Testfahrten bekam die Lok zwei Motoren der Bauart ASEA KJA 137 mit je 820 kW. Die Lok blieb in dieser Konfiguration bis zur Abstellung und Verschrottung 1975 im Dienst.

### Bauserie Dg2
Mit dieser Baureihenbezeichnung wurde eine Versuchslok der Reihe D bezeichnet, der zu Testzwecken eine weitere Treibachse eingebaut wurde und die nach dem Umbau die Achsfolge 1'D1' statt 1'C1' hatte. Die Lok wurde 1950 aus der Lok Dg 136 umgebaut, die am 5. Dezember 1948 einen Unfall in Hallsberg hatte. Sie war der Prototyp einer Güterzuglokomotive für Südschweden. Das Experiment war ein Erfolg. Danach wurde diskutiert, mehrere SJ D nach diesem Modell umzubauen. Die Idee wurde verworfen, hatte aber zum Ergebnis, dass die Dm mit vier Achsen gebaut wurde. Die Lok war bis 1976 im Dienst.

## Privatbahnlokomotiven
Zwei Privatbahnen, Bergslagernas Järnvägar und Dalslands Järnväg, beschafften D-Lokomotiven. Diese waren etwas unterschiedlich zu den SJ-Varianten. Nach der Übernahme der DJ durch die BJ 1946 und der Verstaatlichung der BJ am 1. Juli 1947 wurden sie in den Triebfahrzeugbestand der SJ integriert.

### BJ Ds
Die neun Lokomotiven der BJ entsprachen der SJ-Type Dk, mit dem Unterschied, dass das Führerhaus in der die obere Hälfte nach innen gewölbt war. Bei einer Höchstgeschwindigkeit von 110 km/h hatten sie die gleichen Kuppelstangen wie die SJ-Variante Dr. Nachdem die Lokomotiven von SJ übernommen waren, wurden sie in die Unterbaureihe Dr2 eingereiht und auf ihrer bisherigen Stammstrecke eingesetzt. Dadurch, dass sie nicht den SJ-Varianten entsprachen, waren es problematisch, sie in gemeinsamen Umlaufplänen zu verwenden. In den 1960er Jahren bekamen sie das gleiche Getriebe wie die Dk-Lokomotiven und wurden in die Reihe Dk übernommen. Die Außerdienststellung der Loks erfolgte zwischen 1974 und 1979.

### DJ Dk
Die drei von DJ gekauften Lokomotiven entsprachen der Unterbauart Dk nach dem SJ-System. Sie waren baugleich mit den BJ-Lokomotiven mit dem Unterschied, dass sie für die Höchstgeschwindigkeit von 100 km/h ausgerichtet waren. Die Lokomotiven wurden hauptsächlich auf der Bergslagsbana verwendet. Nach der Übernahme der DJ durch die BJ 1946 und der Verstaatlichung der BJ am 1. Juli 1947 übernahm SJ die Lokomotiven, die später in die Baureihe Dk2 und danach in Dk umgebaut wurden. Die letzte Lok dieser Bauserie war bis 1976 im Einsatz.

## Erhaltene Lokomotiven
- Ds 101, Museumslok bei Sveriges Järnvägsmuseum[15]
- Du 109, Museumslok bei Museiföreningen Östra Skånes Järnvägar in Kristianstad[16][17]
- Dg1 188, Museumslok bei Sveriges Järnvägsmuseum[18]
- Du2 302, Museumslok bei Stockholms Kultursällskap för Ånga och Järnväg[19]
- Du2 344, Museumslok bei Sveriges Järnvägsmuseum in Nynäs[20]
- Du2 349, Museumslok bei Värmlandståg[19][21]
- Du2 367, Museumslok bei Malmbanans Vänner[22]
- Du 424, Museumslok bei Stockholms Kultursällskap för Ånga och Järnväg[23]
- Du2 432, Museumslok ab 1986 beil OstkustBanans Vänner, 2012 an Sveriges Järnvägsmuseum[24][25]
- Du2 444, Museumslok bei Malmbanans Vänner, zuvor bei Kalmar Järnvägars Museiförening[19][26]
- Du 540, Museumslok bei Museiföreningen Gefle-Dala Jernväg in Falun[19][27]
- Du2 581, Museumslok bei Stockholms Kultursällskap för Ånga och Järnväg[28]